# Vägar i Värmdö kommun
I Värmdö kommun finns statliga, enskilda och kommunala vägar.
De statliga vägarna är de större länsvägarna 222 och 274, och de flesta sekundära länsvägarna i kommunen, utom länsvägarna 621, 645, och 646 norr trafikplats Gustavsberg som är kommunala samt 657 som är delvis kommunal och delvis enskild väg. De kommunala vägarna finns i centralorten Gustavsberg, förutom några vägar runt Djurö centrum. De allra flesta vägarna i kommunen är enskilda vägar.

## Vägnamn
Tidigare fanns många vägar i kommunen som hade samma namn. Men 1998 beslutades att alla vägar skulle få unika namn. Sedan dess har många vägar bytt namn.

## Cirkulationsplatser
Följande cirkulationsplatser finns i Värmdö kommun.

### Länsväg 222
- Mölnviksrondellen, där länsväg 222 möter Skärgårdsvägen är den största cirkulationsplatsen i Värmdö kommun. 59°18′42″N 18°25′44″Ö / 59.31167°N 18.42889°Ö
- Grisslingerondellen, med avfart till pendelparkeringen vid Grisslinge havsbad.59°18′48″N 18°27′11″Ö / 59.31333°N 18.45306°Ö
- Ålstäksrondellen, där länsväg 222 möter länsväg 274 är den äldsta cirkulationsplatsen i Värmdö. Tidigare fanns där en skylt med texten "08:or - Max 08 varv i rondellen".59°18′47″N 18°27′30″Ö / 59.31306°N 18.45833°Ö

Vänstersväng är förbjuden på sträckan mellan Mölnvik och Ålstäket med reversibelt mittkörfält. Fordon som ska svänga vänster får därför vända i cirkulationsplatserna och göra en högersväng istället.

### Länsväg 274
- Ålstäksrondellen, där länsvägen börjar.59°18′47″N 18°27′30″Ö / 59.31306°N 18.45833°Ö
- Cirkulationsplats vid Grantomta med avfart till busshållplatsen Grantomta österut. 59°18′57″N 18°27′53″Ö / 59.31583°N 18.46472°Ö
- Cirkulationsplats vid Grantomta med avfarter till Viks skolväg och Fruviksvägen. 59°19′02″N 18°28′02″Ö / 59.31722°N 18.46722°Ö
- Cirkulationsplatsen i Hemmesta med avfarter till Motionsvägen och Sveavägen/Kärleksstigen. 59°19′17″N 18°28′53″Ö / 59.32139°N 18.48139°Ö

I förstudier från Trafikverket 2010 finns förslag på ytterligare en eller två cirkulationsplatser i Hemmesta centrum och en vid Hemmesta vägskäl.

### Länsväg 621
- Cirkulationsplatsen i Gustavsbergs centrum där Gustavsbergsvägen, Blekängsvägen och Skärgårdsvägen möts. 59°19′37″N 18°23′24″Ö / 59.32694°N 18.39000°Ö
- Cirkulationsplats vid Skogsbo med avfart till Skogsbovägen och Skänkelvägen. 59°19′22″N 18°23′54″Ö / 59.32278°N 18.39833°Ö
- Cirkulationsplats vid Skogsbo med avfart till Skogsbovägen. 59°19′20″N 18°23′59″Ö / 59.32222°N 18.39972°Ö
- Lidlrondellen i Mölnvik med avfart till Afrodites väg. 59°18′46″N 18°25′28″Ö / 59.31278°N 18.42444°Ö
- Brandstationsrondellen i Mölnvik med avfart till Fenix väg. 59°18′45″N 18°25′36″Ö / 59.31250°N 18.42667°Ö

### Länsväg 646
- Cirkulationsplats vid Värmdö marknad med avfart till Blå Blomvägen. 59°18′46″N 18°23′21″Ö / 59.31278°N 18.38917°Ö
- Cirkulationsplats vid Värmdö marknad med avfart till marknadens parkering. 59°18′39″N 18°23′11″Ö / 59.31083°N 18.38639°Ö
- Cirkulationsplats vid Värmdö marknad med avfart till Leveransvägen. 59°18′30″N 18°23′05″Ö / 59.30833°N 18.38472°Ö
- Cirkulationsplatsen i Brunn med avfarter till Mörtviksvägen och till bensinmack och pendelparkering. 59°16′56″N 18°25′35″Ö / 59.28222°N 18.42639°Ö

## Trafikljus
Det finns övergångsställen med trafiksignaler på nio platser i kommunen. Vid bensinmacken i Gustavsbergs centrum, vid korsningen Björnkärrsvägen/Skeviksvägen, och vid busshållplatserna Villagatans, Ösbydalen, Holmviksskogen, Ålstäket, Kolvik och Hemmesta centrum, samt vid Viks skola. Tidigare har signaler funnits även vid busshållplatserna Grisslinge och Grantomta, men de har ersatts av gångtunnlar.